# كاثلين دالي
كاثلين دالي هي رسامة كندية، ولدت في 28 مايو 1898 في غريتر ناباني في كندا، وتوفيت في 21 أغسطس 1994 في تورونتو في كندا.